# La belle Pierrette
La belle Pierrette is een compositie van John Foulds. Het werk ging de boeken in als een Intermezzo impromptu. De geschiedenis van dit stukje lichte klassieke muziek is onbekend. het dateert uit 1922, aldus de uitgever Boosey & Hawkes. Het vermoeden bestaat dat het net als zijn de muziek van Suite fantastique wel gespeeld is tijdens uitvoeringen van Deburau, maar er is niets van terug te vinden.
Het is gecomponeerd voor een uitgebreid kamerorkest of klein symfonieorkest:
- 1 dwarsfluit, 1 hobo, 2 klarinetten, 1 fagot
- 2 hoorns, 2 trompetten, 3 trombones
- percussie (glockenspiel, triangel, bekkens, kleine trom, grote trom)
- violen, altviolen, celli en contrabassen